# Зловещие мертвецы: Ожог
«Зловещие мертвецы: Ожог» (англ. Evil Dead Burn) — предстоящий американский фильм ужасов о сверхъестественном режиссёра Себастьяна Ваничека по сценарию Ваничека и Флорана Бернара. В главных ролях Сухейла Якуб, Хантер Дуэн, Люсиан Бьюкенен и Тэнди Райт. Фильм является третьим самостоятельным фильмом, после фильма «Восстание зловещих мертвецов», и шестым фильмом во франшизе «Зловещие мертвецы».

## В ролях
- Сухейла Якуб
- Хантер Дуэн
- Люсиан Бьюкенен
- Тэнди Райт

## Производство
В феврале 2024 года было объявлено, что в разработке находится спин-офф фильма «Восстание зловещих мертвецов». Себастьян Ваничек подписал контракт на режиссуру сценария, который он написал в со-авторстве с Флораном Бернаром. Создатель серии Сэм Рэйми нанял Ваничека после того, как был впечатён режиссерским дебютом последнего «Паутина страха». Рэйми и Роберт Тапер выступают в качестве продюсеров через свою компанию Ghost House Pictures, также Брюс Кэмпбелл и Ли Кронин выступают в качестве исполнительных продюсеров. В мае 2025 года Сухейла Якуб получила главную роль, при этом фильм был со-финансирован компаниями New Line Cinema и Sony Pictures. Позже в том же месяце к актёрскому составу присоединились Хантер Дуэн, Люсиан Бьюкенен и Тэнди Райт.

### Съёмки
Съёмки начались 22 июля 2025 года в Новой Зеландии, а Филипп Лозано выступил оператор.

## Премьера
Премьера в США состоится 24 июля 2026 года. Warner Bros. Pictures будет выпускать фильм в США и Канаде, а Sony Pictures — во всех международных территориях, за исключением Великобритании и Франции, где прокатом будут заниматься StudioCanal и Metropolitan Filmexport соответственно.